# Daniel Borges da Silva
Daniel Borges da Silva (Porto Seguro, 6 aprile 2003) è un calciatore brasiliano, centrocampista dell'União Leiria in prestito dal Santa Clara.

## Carriera
Daniel Borges è cresciuto nel settore giovanile del Bahia de Feira dove ha debuttato il 1º giugno 2019 nell'incontro di Série D vinto 5-0 contro il Serrano-PB. Pochi mesi dopo è stato acquistato dall'Atlético Mineiro che lo ha assegnato alla propria formazione Under-17.
Ad inizio 2024 ha rescisso il contratto con il club bianconero ed il 31 gennaio ha firmato con il Santa Clara.

## Statistiche

### Presenze e reti nei club
Statistiche aggiornate al 30 dicembre 2024.
| Stagione        | Squadra         | Campionato      | Campionato | Campionato | Coppe nazionali | Coppe nazionali | Coppe nazionali | Coppe continentali | Coppe continentali | Coppe continentali | Altre coppe | Altre coppe | Altre coppe | Totale | Totale |
| Stagione        | Squadra         | Comp            | Pres       | Reti       | Comp            | Pres            | Reti            | Comp               | Pres               | Reti               | Comp        | Pres        | Reti        | Pres   | Reti   |
| --------------- | --------------- | --------------- | ---------- | ---------- | --------------- | --------------- | --------------- | ------------------ | ------------------ | ------------------ | ----------- | ----------- | ----------- | ------ | ------ |
| 2019            | Bahia de Feira  | D               | 2          | 0          | -               | -               | -               | -                  | -                  | -                  | -           | -           | -           | 2      | 0      |
| 2024-2025       | Santa Clara     | PL              | 4          | 0          | CP+CdL          | 3+1             | 0               | -                  | -                  | -                  | -           | -           | -           | 8      | 0      |
| Totale carriera | Totale carriera | Totale carriera | 6          | 0          |                 | 4               | 0               |                    | -                  | -                  |             | -           | -           | 10     | 0      |